# Homer's Paternity Coot
Homer's Paternity Coot, llamado La prueba de paternidad de Homer en España y El padre de Homero en Hispanoamérica, es el décimo episodio de la decimoséptima temporada de la serie animada Los Simpson, emitido por primera vez en Estados Unidos el 8 de enero de 2006 y el 17 de septiembre de 2006 en Hispanoamérica. El guion fue escrito por Joel H. Cohen, dirigido por Mike B. Anderson y Michael York fue la estrella invitada, interpretando a Mason. En el episodio, Homero descubre que su madre tuvo una aventura tiempo antes de su nacimiento, por lo que el Abuelo podría no ser su padre biológico.

## Sinopsis

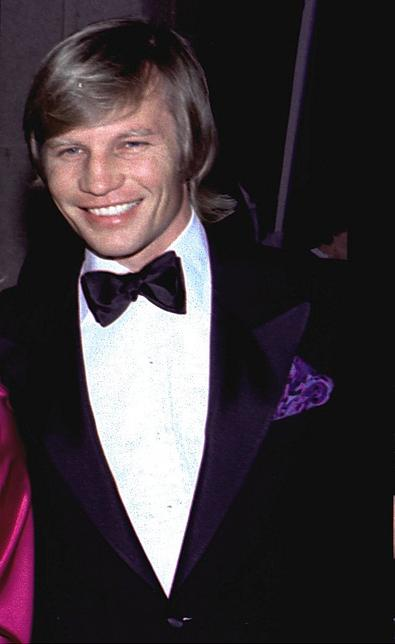
Michael York interpreta a Mason Fairbanks, el posible padre biológico de Homer.

Todo comienza cuando, luego de que Marge y Lisa ven un comercial sobre una tienda que vende artículos rescatados de incendios a precios bajos, van hacia allí inmediatamente. Sin embargo, cuando están en la autopista, ven que hay una nueva cabina de peaje que cuesta 75 centavos. Al no querer pagar, Marge toma un camino alternativo. Otros conductores, al verla, la siguen. El Alcalde Quimby se enoja al descubrir que nadie usa el peaje, y decide bloquear el camino alternativo. A la semana siguiente, Marge, conduciendo, ve que no puede evitar el peaje, y que tampoco puede dar marcha atrás, ya que hay pinchadores de neumáticos en la calle. Cuando, finalmente, llega a la cabina de peaje, se niega a pagar y da marcha atrás. Además de pinchar sus ruedas, golpea a todos los autos que venían detrás de ella, pinchando las ruedas de todos (en esta parte del episodio se escucha la canción "Ring of Fire", del cantante de música country Johnny Cash). Las ruedas dañadas son llevadas a la Gran Fogata de Neumáticos de Springfield, y el humo llega hacia la cima del Monte Springfield, derritiendo la nieve y el hielo. En las noticias, más tarde, se revela que un cartero congelado de 1966 había quedado atrapado en la montaña durante cuarenta años. Después se reparte el viejo correo, el cual incluye una carta para Mona Simpson, la madre de Homer. La carta es de su viejo amante bañero salvavidas, cuyo nombre comienza con M. En la carta decía que si Mona la respondía, significaba que lo había elegido a él como su "amor", y que, si no contestaba, se había quedado con el Abuelo. Además, había escrito que "en su corazón sabía que el bebé que esperaba era suyo". 
Homer va a la biblioteca a buscar a su supuesto padre, mirando un libro titulado "Bañeros salvavidas de Springfield del siglo XX". La única persona cuyo nombre empezaba con M era Mason Fairbanks. Homer va a su enorme casa, haciéndose pasar por un reportero. Le dice que estaba entrevistando a la gente que usa suéteres, por lo que Mason lo deja entrar. Mason le muestra su casa, e incluso su barco, llamado El Hijo Que Nunca Conocí. Homer pronto le dice que piensa que Mason es su padre, lo que alegra mucho al anciano. Luego, lleva a Homer y al resto de la familia (excepto al Abuelo) a un paseo en su barco y les cuenta la historia de un tesoro de esmeraldas perdido. La familia queda impresionada con él, pero cuando regresan a la casa, encuentran al Abuelo, enojado porque Homer sospechaba que Mason podría ser su padre. Todos deciden hacer exámenes de ADN, y, luego de una espera, se revela que el verdadero padre de Homer es Mason Fairbanks. 
Mientras que Marge, Bart, Lisa y Maggie visitan al Abuelo, Mason y Homer van hacia el fondo del océano (muy contaminado por los desechos nucleares), cada uno en su propio submarino, para buscar el tesoro de esmeraldas. Homer se separa de Mason, y sigue una pequeña luz, que piensa que es él. En realidad, es un pez brillante, pero cuando lo descubre es demasiado tarde, ya que se había quedado atorado en un coral. Su oxígeno comienza a acabarse, y comienza a ver recuerdos del pasado compartidos con el Abuelo. Cuando su oxígeno se acaba del todo, lo último que ve es a Mason yendo hacia él.
Cuando Homer despierta, está en el hospital, y Bart le dice que había estado en coma por tres días. Cuando todos se van, el Abuelo entra en la habitación y le dice a Homer que había intercambiado los nombres en las muestras de ADN, ya que sólo quería que Homer fuese feliz. Ambos comparten un momento emotivo, y es oficial que Abraham es el verdadero padre de Homer. El episodio termina cuando Mason le enseña a Homer que no toque el horno caliente.